# Pyleńczyk
Pyleńczyk (Panurginus labiatus) – gatunek pszczoły z rodziny pszczolinkowatych. Występuje w Europie, przede wszystkim w jej południowej i środkowej części. W Polsce znaleziony w okolicach Krakowa, Wrocławia, Jarosławia i Przeworska.
Nazwa rodzajowa jest zdrobnieniem od pokrewnego rodzaju Panurgus, a epitet gatunkowy nawiązuje do żółtego nadustka samców.
Pyleńczyk odbywa loty między lipcem i sierpniem. Oligolektyczny, zbiera pyłek z roślin z rodziny krzyżowych, szczególnie chętnie z pyleńca.